# Reformierte Medien
Die Reformierten Medien sind das Medienunternehmen der Deutschschweizer reformierten Kirchen. Das Unternehmen ist Herausgeberin des bref Magazins und betreibt das Internetportal der Reformierten, ref.ch. In Zusammenarbeit mit der Sternstunde Religion des Schweizer Fernsehens werden vier bis fünf reformierte Gottesdienste pro Jahr produziert, zudem ist das Unternehmen an der Produktion des Worts zum Sonntag und von Radiopredigten beteiligt. Auch berät das Unternehmen Kirchen und Kirchgemeinden in Fragen der Öffentlichkeitsarbeit.

## Geschichte
Als erste institutionelle Medienorganisation der Deutschschweizer reformierten Kirchen wurde 1968 in Bern die «Vereinigung evangelisch-reformierter Kirchen der deutschsprachigen Schweiz für kirchliche Film-, Radio- und Fernseharbeit», kurz «Vereinigung FRF» gegründet. Im Jahre 1979 schloss die Vereinigung FRF eine Vereinbarung mit dem Schweizer Radio DRS und dem Schweizer Fernsehen, welche die kirchliche Mitarbeit in religiösen Programmen regelte. Diese «Vereinbarungen 1979» bilden bis heute die Basis für die Tätigkeit des Radio- und des Fernsehbeauftragten der Reformierten Medien.

## bref,das Magazin der Reformierten
Das Magazin wurde 2016 gegründet und handelt von Themen aus den Bereichen Kirche, Religion, Kultur und Gesellschaft. Es enthält Reportagen, Interviews, Essays, Kolumnen und Buchrezensionen. Die Redaktion arbeitet nach journalistischen Standesregeln und den publizistischen Grundsätzen der Reformierten Medien.

## ref.ch,das Portal der Reformierten
Seit 1999 betreiben die Reformierten Medien das Newsportal der reformierten Kirchen in der Deutschschweiz. Es publiziert Nachrichten aus Religion und Gesellschaft, insbesondere zu reformierten Kirchgemeinden, Landeskirchen und Hilfswerken. Des Weiteren bietet ref.ch Informationen zur Konfession, Veranstaltungs- und Medientipps sowie aktuelle Links zu den Kantonalkirchen und den einzelnen Kirchgemeinden. Das Portal richtet sich an eine breite Leserschaft, die sich für religiöse und gesellschaftliche Themen aus reformierter Sicht interessiert.